# Cartel du Pacifique Sud
Le cartel du Pacifique Sud (en espagnol : Cártel del Pacífico Sur) est un groupe criminel organisé mexicain composé des restes du cartel Beltrán Leyva. Il est basé dans l'État mexicain de Morelos.

## Historique
Le gang a été nettement moins actif depuis la mi-2011 lorsque les dirigeants du groupe Julio de Jesus Radilla Hernández et Victor Valdez ont été capturés.
Bien qu'ils se qualifient de « cartel », le gang violent est une cellule locale créée en avril 2010 par Héctor Beltrán Leyva,,, chef du cartel Beltran Leyva. Le gang est connu pour avoir employé un tueur à gages de 12 ans,,.